# Chrysopilus antongilensis
Chrysopilus antongilensis är en tvåvingeart som beskrevs av Elisabeth K. Stuckenberg 1965. Chrysopilus antongilensis ingår i släktet Chrysopilus och familjen snäppflugor.
Artens utbredningsområde är Madagaskar. Inga underarter finns listade i Catalogue of Life.